# 足立啓明
足立 啓明（あだち ひろあき）は、司法書士、土地家屋調査士。土地家屋調査士法人石山事務所社員。東京土地家屋調査士会入会司法書士業務を行なうかたわら、司法書士受験参考書を中心に精力的に執筆している。

## 経歴
- 東京都立大学 (1949-2011)法学部卒業
- 1984年 司法書士試験合格
- 1985年 東京司法書士会入会
- 1986年 LEC東京リーガルマインド専任講師
- 1993年 東京法経学院専任講師
- 2000年 大東文化大学法学研究所講師
- 2003年 「簡裁訴訟代理関係業務」認定（認定番号101121）
- 2011年 土地家屋調査士試験合格

この他、日本公認会計士協会東京実務補習所非常勤講師も務めた。

## 著書
- 『予備校では教えない司法書士合格学習法—足立式短期合格の秘訣』（法学書院）
- 『解説 会社法』（住宅新報社）
- 『解説 民事訴訟法』（住宅新報社）
- 『解説 供託法・司法書士法』（住宅新報社）
- 『司法書士試験 会社法[旧新]対照逐条整理』（法学書院）
- 『司法書士要点と演習司法書士法 License books』（東京法経学院出版）
- 『司法書士要点と演習供託法 License books』（東京法経学院出版）
- 『司法書士要点と演習商法 License books』（東京法経学院出版）
- 『図説 司法書士シリーズ 不動産登記法』（住宅新報社）
- 『図説 司法書士シリーズ 会社法』（住宅新報社）
- 『図説 司法書士シリーズ 商業登記法』（住宅新報社）
- 『図説 司法書士シリーズ 民事訴訟法』（住宅新報社）
- 『図説 司法書士シリーズ 供託法・司法書士法』（住宅新報社）
- 『表解 司法書士 民法』（住宅新報社）
- 『表解 司法書士不動産登記法』（住宅新報社）
- 『表解 司法書士 商業登記法』（住宅新報社）
- 『表解表で解かる司法書士 会社法』（住宅新報社）
- 『表解表で解かる司法書士 民事訴訟法』（住宅新報社）
- 『表解表で解かる司法書士 不動産登記法』（住宅新報社）
- 『表解表で解かる土地家屋調査士 表示登記法』（住宅新報社）
- 『マンガはじめて司法書士商業登記法 ― 面白いほどよくわかる！ マンガでわかる資格試験シリーズ』（住宅新報社）
- 『マンガはじめて司法書士刑法 ― 面白いほどよくわかる！ マンガでわかる資格試験シリーズ』（住宅新報社）

などの他多数